# Хебень
Хебень, Хебені (рум. Hăbeni) — село у повіті Димбовіца в Румунії. Входить до складу комуни Букшань.
Село розташоване на відстані 59 км на північний захід від Бухареста, 15 км на південний схід від Тирговіште, 88 км на південь від Брашова.

## Населення
За даними перепису населення 2002 року у селі проживала 1421 особа, усі — румуни. Рідною мовою 1419 осіб (99,9%) назвали румунську.